# Individuatie

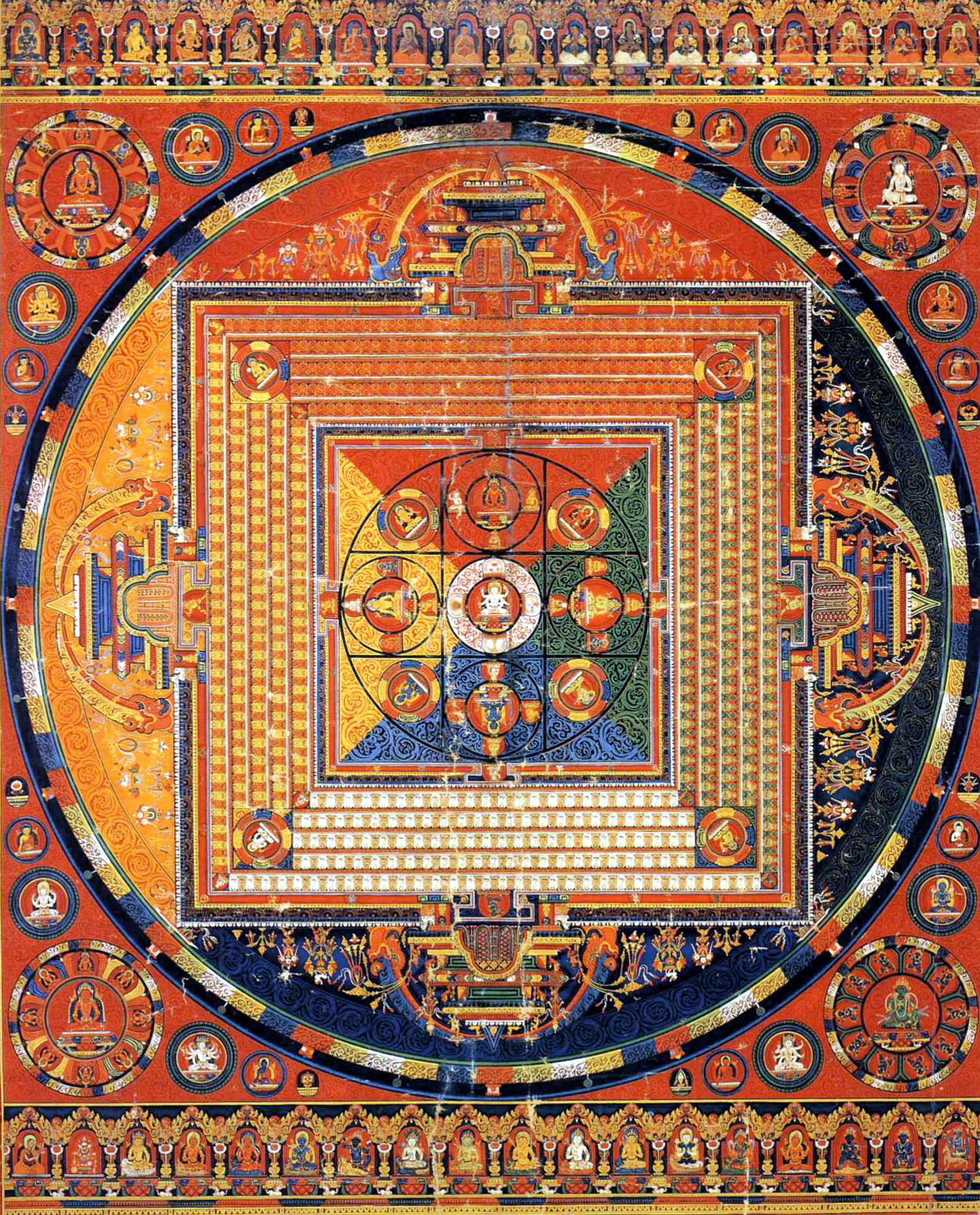
Mandala in het vajrayana (tantrisch boeddhisme).

Individuatie is een begrip uit de jungiaanse psychoanalyse. Het gaat volgens Jung om het proces waarbij het bewustzijn van een persoon geïndividualiseerd en gedifferentieerd wordt van andere personen. Met andere woorden: individuatie is een groeiproces, volwassen worden, waarbij de mens zich bewust wordt van zijn uniekheid tegenover andere mensen. Uit dat individuatieproces ontstaat in de psyche een nieuw element, het "Ik" of "ego" genoemd.
Het doel van individuatie is volgens deze opvatting zichzelf te leren kennen, wat leidt tot zelfverwerkelijking. Het kan worden omschreven als bewustzijnsverruiming, en die is zeer belangrijk bij de ontwikkeling van de persoonlijkheid. Individuatie, zo stelt Jung, het zo volledig mogelijk verwerkelijken van wat er in je zit, is het belangrijkste doel in ons leven.

## Worden wie je altijd al was
Individuatie vat Jung niet op als volledig afhankelijk van externe prikkels: het is een autonoom, aangeboren proces. De mens is van bij zijn geboorte met andere woorden bestemd om te individueren. Individuatie omschrijft Jung dan ook als "worden wat je altijd was":
Dit individuatieproces beantwoordt eigenlijk aan de natuurlijke loop van het leven, waarin het individu datgene wordt, wat het altijd al was.— C.G. Jung: Archetypen p.54
Opvoeding en ervaring spelen echter wel een belangrijke rol in het normaal verloop van dit proces.

## De rol van psychotherapie
Psychotherapie ziet Jung in de eerste plaats als een individuatieproces. Hij merkt op dat persona, anima, schaduw en andere archetypen uit het collectief onbewuste zich op subtielere en complexere wijzen beginnen te manifesteren (in dromen en kunst bijvoorbeeld) naarmate de graad van individuatie hoger wordt. Zo heeft een volwassene in vergelijking met een kind behoefte aan een meer complexe symboliek uit bijvoorbeeld religie en literatuur.

## Individuatie in drie stappen
Individuatie betekent de realisatie van het archetypische Zelf, dat de vereniging is van het bewuste en het onbewuste. Individuatie is een proces van psychologische integratie. Bij de praktische uitvoering van dit doel speelt de interpretatie van de dromen een dominante rol omdat dromen de uitdrukking zijn van het onbewuste, zowel van het persoonlijke als van het collectieve. Individuatie kan worden verwezenlijkt in drie stappen:
1. De eerste stap is de assimilatie van de schaduw.
2. Een tweede stap is de confrontatie met de anima (voor een vrouw: animus).
3. De derde stap is de ontmoeting met het archetype van de wijze oude man.

Het einde van het individuatieproces kan worden herkend door spontane visioenen over mandala's, volgens Jung diagrammen die schema's van het Zelf tekenen, van de psychische totaliteit.
In die tijd schetste ik iedere ochtend in een notitieboekje een kleine, cirkelvormige tekening, een mandala, die overeenkomst leek te hebben met mijn innerlijke situatie van dat moment. [...] Slechts geleidelijk aan kwam ik erachter wat een mandala eigenlijk is... en dat is het zelf, de totaliteit van de persoonlijkheid. — Carl Jung: Herinneringen, dromen, gedachten, pp. 170, 171
Het onbewuste kan echter niet volledig worden geassimileerd. Dit is de reden waarom het individuatieproces een leven lang kan duren. Het individuatieproces lijkt bovendien niet voor alle mensen een noodzaak. Dromen die op dit proces wijzen treden op bij een minderheid die wordt gekenmerkt door introversie en interesse in het spirituele leven.